# Driss Barid
Driss Barid (né le 12 décembre 1986) est un athlète marocain, spécialisé dans le lancer du marteau. 

## Biographie
Il termine troisième des championnats d'Afrique d'athlétisme 2014, battu par l'Égyptien Mostafa al-Gamel, qui établit un nouveau record des championnats, et le Sud-africain Chris Harmse.

### Palmarès
| Date | Compétition            | Lieu      | Résultat | Épreuve | Performance |
| ---- | ---------------------- | --------- | -------- | ------- | ----------- |
| 2014 | Championnats d'Afrique | Marrakech | 3e       | Marteau | 60,17 m     |

#### National
Champion du Maroc en 2009, 2010.

### Records
| Épreuve           | Performance  | Lieu  | Date          |
| ----------------- | ------------ | ----- | ------------- |
| Lancer du marteau | 70,73 m (NR) | Rabat | 1er juin 2013 |